# 新城A區至新城B區纜車項目
新城A區至新城B區跨海纜車項目，是一個規劃中大型架空索道項目，連接澳門新城區的A區至B區近澳門科學館，於《澳門陸路整體交通運輸規劃（2021-2030）》公開咨詢文本中提出，目前仍屬於初步構思狀態，交通事務局將作進一步研究。

## 構思沿革

### 《澳門陸路整體交通運輸規劃（2021-2030）》公開咨詢公布
2022年5月23日，政府代表向澳門立法會介紹《澳門陸路整體交通運輸規劃（2021-2030）》，並於2022年5月24日至7月22日期間展開為期60天的公開咨詢；在咨詢文本當中的未來主要通道規劃示意圖上，當局計劃於新城A區與B區連接通道重疊中規劃一條連接澳門科學館至新城A區的跨海纜車線。其中直選議員梁鴻細關注跨海纜車的使用安全性，交通事務局局長林衍新表示跨海纜車不會作為主要交通工具，而是以旅遊景點方向，方便市民由新城A區出行至皇朝區，具體方案未有結論。
在規劃文本中僅表示，新城A區規劃居住人口為10萬人，跨海纜車每次可載50人，每小時載6,000人次，方便把新城A區居民接駁至皇朝區和接載旅行團。交通事務局局長林衍新指，澳門的巴士路線運量未必達到 6,000人次，而新城A區交通疏導方面，南北有澳門輕軌澳氹東線，東西面亦需要各方面措施配合居民出行，若新城A區居民可透過纜車接駁至皇朝區，再行至媽閣會相當舒適，因此在諮詢文本提出興建纜車思路，希望諮詢社會各界意見，指出交諮會上的旅遊界代表支持並期望纜車落實興建，成為本澳另一個新網紅點，亦有利接載旅行團。
2022年10月7日，土地工務局副局長麥達堯表示，該區的交通評估並未放入纜車作考慮，目前規劃的道路容量已足夠滿足車流，而跨海纜車項目能分擔、分流交通壓力。工務局也已為此評估，該纜車所需佔用的空間不大，項目將連接新城A區南邊，而該處主要做文化設施，屬綜合性設施，可相容在有關文化設施範圍裡。若有纜車，這對遊客去相關區域參與文化活動或親海等都提供方便。10月9日，交通事務局副局長鄭岳威在出席「東區-2詳細規劃草案」咨詢會上表示，於新城A區和科學之間興建跨海觀光纜車方面，鄭岳威指，有關方案只是構想，是需要大家討論，目前仍未落實。同場的土地工務局副局長麥達堯補充表示，該區規劃道路容量足夠，而且纜車所佔空間小，可建於南邊的文化設施範圍。

### 《澳門陸路整體交通運輸規劃（2021-2030）》公開咨詢總結報告
2022年12月7日，《澳門陸路整體交通運輸規劃（2021-2030）》公布總結報告，公開諮詢中最具爭議的科學館跨海纜車構思，交通事務局局長林衍新稱，這將保留並納入正設計中「AB通道」規劃裡，由工務部門繼續考慮。他透露如旅遊業界、的士業界及有工程界都支持此方向，當然也有市民，擔心安全、風速和建設成本等問題，當局整合意見後決定將之「統一」在「AB通道」裡去繼續考慮。林衍新指，「AB通道」現由工務部門設計當中，纜車是其中之一個可行性，而交局就此並沒有非常確實的方向，畢竟社會就此未完全、有很大的共識，故新安排是給予「彈性」，社會可續討論，當局因應實際情況再行考慮決定。林衍新僅表示工務部門「仍在構思各個方案，未有固定方案，要視乎工務部門的設計，有消息會適時公佈。」

## 支持人士的意見

### 旅遊業界
2022年5月24日，澳門旅遊業議會會長胡景光表示，旅遊業界對興建跨海觀光纜車項目都表示歡迎，因此業界對此跨海䌫車是表示支持；當然亦明白市民或許會憂慮該跨海纜車會重覆輕軌浪費公帑的覆轍，但他相信現屆政府若決定要興建，必定會做好前期詳細規劃。而根據當時的規劃中的纜車路線將能夠瞭望港珠澳大橋，他並建議，特區政府甚至可考慮與中國大陸有關部門溝通，把大橋的人工島部分開作為新觀光點，相信亦可有助吸引新客源。

## 反對人士的意見
在《澳門陸路整體交通運輸規劃（2021-2030）》中提出興建跨海纜車項目，引起社會廣泛熱議、批評和引發不少爭議。當中在咨詢文本中沒有列明詳細規劃，對於建設纜車的規劃、造價、具體落腳點和作用等都沒有資料，導致社會方面對項目手規劃和興建作出強烈反對。網上評論更加一面倒作批評甚至反對，形容是“大白象工程”，而且澳門氣侯經常受強風、雷暴、熱帶氣旋和暴雨影響，認為相關構想不可行。其中各報章發表社論上對該項目作出不少批評。

### 報章評論
澳門社會綜合研究學會會長葛萬金於市民日報發表社論，形容運輸工務範疇官員在發表陸路十年規劃後「語不驚人勢不休」，而相關消息公佈後相關負面評論達九成，他冀望政府官員對計劃作出反思並作出實事求是的政策。
北區社區服務諮詢委員會副召集人、聚賢同心協會秘書長高岸峰於2022年6月10日在力報發表社論，指出跨海纜車項目定位模糊，作用不明，導致眾多社會人士和民間反對，對於是否需要興建、是否合適興建、能否吸引遊客或居民使用；而安全性和穩定性亦受到各方面質疑，有關部門如果不能解釋清楚以上問題，不應再花錢再作研究，否則會持續受到市民的質疑和反對。
2022年6月6日，正報發出特稿指陸路交通十年規劃爆出「科學館跨海連接新城A區的纜車計劃」後，引起社會不少質疑，有議員提出澳門的天氣、該區的環境（包括風速、颱風、雨季等）對跨海纜車運作的影響，坊間亦對實際成效，例如人流、建造和維修保養成本等，會否再造成另一個大白象工程。來自旅遊界的交諮委則表示「非常支持」，希望跨海纜車可以成為「網紅點」，給旅客和市民「打卡」，豐富澳門旅遊元素。雖然交通局局長林衍新於公佈翌日（2022年5月25日）指屬於初步概念，社會仍引起激烈討論，但該項目作為其中一個解決跨區交通問題的途徑，不是不可行，只是成效和計劃是否真正接地氣，若果收費太貴，數十元一程，勢必減低市民及旅客的乘坐意欲，若是收費需要政府長期補貼，包底補貼營運、維修，無法自負盈虧，只會成為另一個大白象工程，為庫房百上加斤，增加了旅遊吸引元素，仍於是無補。
訊報社評更指跨海纜車項目引來如此負評，其實是自招的。首先是在引用的例子早已錯誤，而且是一開始就錯。澳門交通擠塞，確實是多年來的通病，從電台平日時事「烽煙」節目的個案分佈，可知一二。而澳門的地理環境和被政府首長，以及技術官僚稱為解決交通問題典範的重慶市，同樣都是山丘起伏、路窄彎多的。不過，所謂「橘越淮為枳」，重慶也有很多澳門無法複製的地理因素，例如是重慶多霧少風，而澳門不但有夏季颱風，冬季又有季候風。在海上興建纜車系統，風一大又要冒停開的險，浪費金錢之餘，日後慕名而來的旅客，一見「天氣因素暫停開放」告示，又是否掃了他們的興？

### 城市規劃師
2022年7月，城市規劃師林翊捷表示跨海纜車項目有創意但不實際，首先從規劃而言，這並非由住宅區到就業區的交通系統，只是一個接駁位，中間還要想辦法處理轉乘的問題。而且建設跨海䌫車亦存在實際的技術問題，他指出新城A區和B區均是填海造地，兩個地方都相對較矮，若要建設䌫車站，就要興建兩座塔，䌫車要從塔頂通過，而且這兩座塔不能太矮，因為䌫車要跨過友誼大橋。但興建高塔又會遇到東望洋燈塔景觀限高的問題，而且新城A區末端亦有航空限高。而䌫車站入閘要有垂直移動時間，對於出行而言就變得費時失事。他又指出，䌫車容易受天氣影響，風太大就要停運，而友誼大橋屬澳門數一數二的「大風位」，興建跨海䌫車在友誼大橋上空穿梭，其實並不實際因此，跨海䌫車的實用性並不高。社會亦有不少意見提出跨海䌫車應改為船運，林翊捷認同船運實用性較高。一來設施相對簡單，沒有太多局限，而且船運可以增加不同的上落點，若澳門、氹仔、路環興建多幾個上落點的話，對澳門將來發展的彈性會高很多。

## 中立意見或意見不一

### 交通咨詢委員會
2022年6月8日，澳門電台中文頻道時事節目《澳門講場》探討陸路十年規劃，交諮會副主席林智超表示，A區連接科學館的跨海纜車特別是南面接駁澳門半島較為複雜，中間有航道、友誼大橋，當局要評估有效和安全的方案。

### 群力智庫
2022年6月9日，立法議員梁鴻細、交通諮詢委員會委員張淑玲認為，由旅遊角度，認同及支持；二人認為跨海纜車配合澳門世界旅遊休閑心中定位，可以豐富旅遊元素；但街總社會事務委員會副主任梁彥邦認為，A區「百廢待興」亦欠缺旅遊資源，若旅客到達A區後沒有停留便隨即回程返B區，「跨海纜車不興建不能帶動消費的作用」。三人都認為，政府應該釋出更多數據，例如建造、維修成本等，讓社會得悉、再探討。

### 立法會議員
2022年5月24日，立法會直選議員李靜儀表示，相關諮詢文本中關於跨海纜車的資料比較少，希望政府在接下來的諮詢會中可提供更多訊息或數據予大眾知道。她又指，當局有提及此䌫車的構思的參照重慶長江索道，但該交通項目興建至今已有30年，或許當年此索道的功能真的是方便居民來往市中心，但時至今日已轉變為以旅遊觀光性質為主。反觀澳門方面，未來新城A區是以居住區為主，䌫車在A區的落腳點又是能真正方便到居民出行呢？其技術困難、效益、成本預算、市民需求等等，也需政府作詳細規劃。
2022年6月5日，立法會直選議員林宇滔表示，看不到現代化的城市且有其他交通連接的地方需要新建纜車，他更質疑當局指纜車可成為網紅旅遊打卡點，與陸路交通運輸規劃完全是兩回事，此舉會令陸路交通的諮詢失焦。林宇滔促請當局應先做好已有的規劃，盡早建好新城A區與澳門的各個連接通道，而非畫蛇添足建跨海纜車。
2022年6月6日，澳門立法會直選議員梁孫旭表示，澳門屬風雨多發地方，建造跨海纜車，安全性存在憂慮，且跨海纜車屬旅遊項目，不應納入交通規劃，倘要解決交通問題，肯定建立交橋或行車道路更「慳錢」和方便，當局推行前應有更全面的分析，包括安全性數據和成本估算等，方能說服公眾支持。他形容項目猶如「揼錢落鹹水海」，擔心成為繼輕軌系統後又一「世紀大白象工程」，至於官員聲稱可以成為「網紅打卡點」則被坊間嘲笑為「旅客半天吊」觀看友誼大橋塞車。

## 政府官員回應

### 交通事務局局長回應
2022年5月23日，政府在陸路十年規劃中計劃去規劃該項目，引起不少網民詩討論和批評。2022年5月24日，《澳門陸路整體交通運輸規劃(2021-2030)》諮詢文本公開諮詢舉行新聞發佈會，交通事務局局長林衍新在回應記者提問有關問題時表示，纜車建設仍處「非常初步規劃概念」，希望社會各界多提供意見。他又指，於當日交通諮詢委員會會議上亦有旅遊界代表支持纜車落實興建，並有望成為本澳另一個新網紅點，又相信纜車項目往返皇朝區，且可再經南岸海濱綠廊步行至媽閣，相信纜車可為居民帶來便利。

### 行政長官回應
對於跨海觀光纜車引起社會質疑和強烈反對，包括工程造價和安全隱患提出各方面質疑。2022年6月6日，行政長官賀一誠表示，有關規劃由交通事務局負責，自己有「看過」，但整體來說需要經諮詢渠道，收集市民的意見值不值得做，不值得的就不做。他強調，政府是聽市民意見，不用爭議，市民認為不適合不需要就不列入陸路整體交通運輸十年規劃中。

### 陸路十年規劃公眾咨詢會
2022年6月10日，《澳門陸路整體交通運輸規劃(2021-2030)》舉行公眾咨詢會，有居民贊同跨海纜車方案，認為可看到港珠澳大橋，以及飛機、漁船等景觀，形容可構成具本澳特式的“濠望角”，若能與輕軌對接，相信更能紓緩交通壓力。有居民認為，有關規劃是談未來，故在設計及構思上可以“大膽一點”，跨海纜車是不錯的方向。 亦有居民引述當局指，A區人口規劃約十萬人居住，若跨海纜車承載大量人流前往新口岸，如何紓緩當地交通？交通事務局交通管理廳代廳長何振濤表示，當局會就不同區域，因地制宜創設不同出行條件。諮詢文本提及多種出行方式，如巴士、輕軌、步行等，如即將完成的松山行人隧道，便是鼓勵用不同方式跨區出行。 局方提出跨海纜車是參考重慶團隊意見及經驗，有居民認為當地氣候、地理環境皆與澳門有異，“澳門沿海，重慶位處江邊，一個係鹹水，一個係淡水，已經好唔一樣”，對纜車維護營運會增加難度，質疑為何重慶做法會適用於澳門？何振濤稱明白不同地方有其獨特性，實際情況亦不盡相同。本澳地小人多，會以民風、民生及交通環境等因素，參考內地類似城市。“參考重慶是整體考慮，如道路規劃、巴士線網佈局、行人安排等‘一籃子’作研究。”
2022年8月14日，交通事務局再度舉行《澳門陸路整體交通運輸規劃(2021-2030)》公眾諮詢會第二場中，而建設跨海纜車爭議受6至7月大規模COVID-19疫情影響而冷卻，交通事務局交通規劃及建設廳廳長林志劍補充相關規劃只是行人設施的補充，由政府建設或由其他機構建設等各方面問題，政府都是開放。林志劍重申，A區的居住人口約十萬，靠北的一公里將有多條行人、行車的橋樑接駁澳門半島，靠南的一公里卻欠奉行人的接駁；所以，很大膽地在諮詢文本拋出行人輔助設施──跨海纜車。他表明，不是有了行人輔助設施便沒有A區與B區之間的通道，並引用特首賀一誠於同年6月6日回應記者提問中提到值得才考慮規劃。

### 運輸工務司回應
2023年2月23日，運輸工務司司長羅立文文回應，政府短期內無意啟動跨海纜車項目。

## 外部連結
- 《澳門陸路整體交通運輸規劃（2021‐2030）》諮詢總結報告 （页面存档备份，存于）